# BioY
BioY è il terzo album da solista di Beatrice Antolini, pubblicato il 5 novembre 2010.

## Il disco
Il disco, pubblicato a due anni di distanza da A due (2008), è scritto, arrangiato e prodotto da Beatrice Antolini presso il Big Saloon Home Studio, pubblicato da Urtovox Records e distribuito da Audioglobe. Tra gli ospiti vi è Andy dei Bluvertigo. Il disco è stato mixato insieme a Matteo Agosti all'FM Studio di Monza. La masterizzazione è stata curata da Max Faggioni.
Musicalmente si caratterizza di un pop elettronico tipico della new wave influenzato da afro-beat e psichedelica.
Il brano Venetian Hautboy era stato precedentemente inserito nella compilation Afterhours presentano: Il paese è reale (19 artisti per un paese migliore?) promossa dagli Afterhours nell'ambito del progetto Il paese è reale.
È stato inoltre realizzato il videoclip del brano Piece Of Moon.

## Tracce
1. Piece Of Moon
2. We're Gonna Live
3. Planet
4. Mutantsonic
5. Easter Sun
6. Paranormal
7. BioY
8. Venetian Hautboy
9. Abletable
10. Night SHD